# Евфимий (Вислень)
Евфимий (Вислень или Вислен; ум. 1392, Москва) — лишённый сана епископ Русской православной церкви, бывший епископ Тверской.
Был игуменом Николаевского Тверского монастыря.
9 марта 1374 года хиротонисан во епископа Тверского святителем Алексием.
В 1375 году возглавлял на переговорах с Москвой тверскую делегацию, признавшую политическое «старейшинство» Москвы.
Тверской князь Михаил доверял ему и посылал даже для ведения переговоров о заключении мира с московским князем. Но затем епископ Евфимий поссорился с великом князем и в 1386 году вынужден был удалиться в Николаевский монастырь.
В 1390 году князь Михаил, негодовавший на епископа Евфимия подал на него жалобу митрополиту Киприану. Для разбора дела митрополит Киприан в этом же году прибыл в Тверь с несколькими русскими греческими митрополитами Матфеем и Никандром и русскими епископами Михаилом Смоленским и Стефаном Пермским. Суд был не только церковный, но и мирской: Евфимия обвиняли «и архимандриты, и игумени, и священницы, и иноцы, и боаре, и велможи, и простии». Суть обвинений не вполне ясна: в летописях говорится о «мятеже церковном», причиной которого был Евфимий, в житии святителя Арсения, сменившего Евфимия на Тверской кафедре, Евфимий обвинён в ереси, Никоновская же летопись называет «жалобы» на него «клеветами». После неудачных попыток митрополита Киприана примирить епископа Евфимия с князем Михаилом, он был лишён сана и отправлен в Московский Чудов монастырь.
Скончался в 1392 году в Чудовом монастыре. Был похоронен там же, могила ныне утрачена.